# Công thức Viète

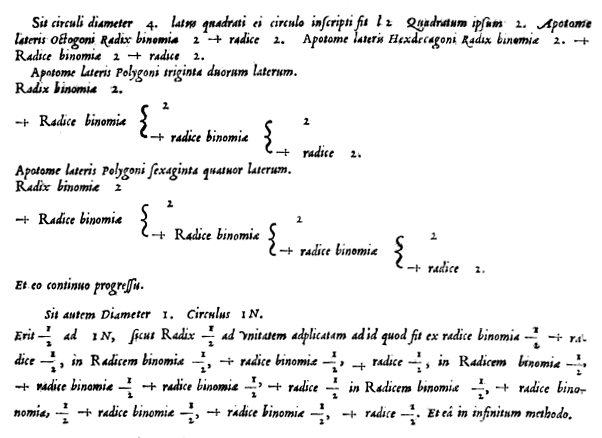
Công thức Viète được in trong tác phẩm Variorum de rebus mathematicis responsorum, liber VIII xuất bản năm 1593 của François Viète

Trong toán học, công thức Viète là một công thức tích vô hạn biểu diễn giá trị của hai lần nghịch đảo hằng số toán học π:
{\displaystyle {\frac {2}{\pi }}={\frac {\sqrt {2}}{2}}\cdot {\frac {\sqrt {2+{\sqrt {2}}}}{2}}\cdot {\frac {\sqrt {2+{\sqrt {2+{\sqrt {2}}}}}}{2}}\cdots } 
Ngoài ra, công thức này cũng có thể được biểu diễn bằng kí hiệu tích vô hạn: 
{\displaystyle {\frac {2}{\pi }}=\prod _{n=1}^{\infty }\cos {\frac {\pi }{2^{n+1}}}}
Nhà toán học người Pháp François Viète công bố công thức vào năm 1593, và công thức này được đặt theo tên ông. Công thức Viète biểu diễn một hằng số bằng một chuỗi các phép tính dài vô hạn, nó cũng có thể biểu thị ý nghĩa chặt chẽ về mặt giới hạn, và cũng đánh dấu sự khởi đầu của giải tích toán học. Công thức này có một tốc độ hội tụ xác định, để từ đó có thể được sử dụng để tính số π, tuy nhiên các phương pháp trước và sau khi công thức này ra đời lại có độ chính xác cao hơn. Công thức này cũng được sử dụng để tính toán sự chuyển động của hệ các lò xo kèm với khối lượng, ngoài ra cũng đóng vai trò như một ví dụ để thúc đẩy sự xuất hiện khái niệm độc lập thống kê.
Công thức Viète có thể được coi như một kết quả của chuỗi lồng nhau của cả chu vi và diện tích của một đa giác đều trong quá trình suy biến trở thành đường tròn. Cũng bằng việc sử dụng liên tục các công thức nhân đôi góc của lượng giác để suy ra các công thức tổng quát, Leonhard Euler đã thu được công thức Viète như một trường hợp đặc biệt của các công thức tổng quát nêu trên.

## Dẫn nhập
François Viète (sinh năm 1540, mất năm 1603) là một luật sư người Pháp, làm việc trong viện cơ mật cho hai đời vua Pháp và là một nhà toán học nghiệp dư. Ông lần đầu tiên công bố công thức Viète vào năm 1593 trong công trình nghiên cứu Variorum de rebus mathematicis responsorum, liber VIII (dịch từ tiếng Latinh: Đáp án cho các vấn đề toán học, cuốn VIII). Trong thời gian này, các phương pháp nhằm tính xấp xỉ số π với độ chính xác khác nhau đã được biết đến rộng rãi. Phuơng pháp riêng của Viète có thể được coi như một lối tư duy khác cho ý tưởng của Archimedes của việc tính xấp xỉ chu vi một đường tròn bằng việc sử dụng đa giác đều nhiều cạnh. Ý tưởng này Archimedes đã giúp tìm được chặn giá trị của số π:
{\displaystyle {\frac {223}{71}}<\pi <{\frac {22}{7}}.}Bằng việc công bố phương pháp tính của mình dưới dạng một công thức toán học, Viète lần đầu tiên đưa ra một ví dụ mà ngày nay được định nghĩa là tích vô hạn trong toán học, và cũng là ví dụ đầu tiên mà một công thức cụ thể có thể tính toán giá trị chính xác của số π. Lần đầu tiên nền toán học châu Âu có một công thức mà một số được thể hiện bằng kết quả của một chuỗi các phép tính vô hạn. Eli Maor đã coi công thức Viète như dấu mốc khởi đầu cho giải tích toán học, trong khi Jonathan Borwein gọi sự xuất hiện của công thức này là "buổi bình minh của toán học hiện đại" (the dawn of modern mathematics).
Viète sử dụng công thức của chính mình để tính toán số π chính xác tới 9 chữ số thập phân sau dấu phẩy. Tuy nhiên, đây lại không phải là phép xấp xỉ số pi có độ chính xác cao nhất tại thời điểm đó, khi mà nhà toán học người Ba Tư Jamshid al-Kashi đã tính số π chính xác tới 16 chữ số thập phân sau dấu phẩy, tức là 9 chữ số nếu tính theo hệ lục thập phân vào năm 1424. Không lâu sau khi Viète công bố công thức của mình, Ludolph van Ceulen cũng đã sử dụng một phương pháp gần tương tự với công thức của Viète để tính toán số π chính xác tới 35 chữ số. Phương pháp tính này chỉ được công bố sau khi Ceulen qua đời vào năm 1610.
Công thức Viète không chỉ quan trọng về mặt toán học hay lịch sử toán học, mà còn có thể được sử dụng để giải thích cho sự tán sắc trong một hệ có vô số lò xo với khối lượng cho trước, để từ đó sự xuất hiện của số π làm tiền đề để giải thích giới hạn để một vận tốc pha thay đổi tính chất của nó. Thêm vào đó, một hệ quả được dẫn xuất từ công thức Viète là kết quả của phép toán với các số nguyên xuất hiện trong hệ Rademacher, từ đó giúp đưa ra các ví dụ nhằm định nghĩa khái niệm về độc lập thống kê.

## Sự hội tụ của công thức Viète
Công thức Viète có thể được biểu diễn dưới dạng kết quả của một phép tính giới hạn
{\displaystyle \lim _{n\rightarrow \infty }\prod _{i=1}^{n}{\frac {a_{i}}{2}}={\frac {2}{\pi }}}
mà ở đó dãy số {\displaystyle {a}_{n}}  được cho bởi công thức truy hồi 
{\displaystyle {\begin{aligned}a_{1}&={\sqrt {2}}\\a_{n}&={\sqrt {2+a_{n-1}}}.\end{aligned}}}
Với mỗi giá trị {\displaystyle n} xác định, biểu thức giới hạn là một phép tính hữu hạn các nhân tử, tuy nhiên khi {\displaystyle n} tiến dần tới vô cùng, kết quả giới hạn này càng ngày càng gần hơn tới kết quả của công thức Viète. François Viète đã nghiên cứu công thức Viète trước cả khi khái niệm về giới hạn và các chứng minh về sự hội tụ trong toán học ra đời; khi mà chứng minh đầu tiên cho việc tồn tại giới hạn nêu trên mới được tìm ra lần đầu tiên trong nghiên cứu của Ferdinand Rudio vào năm 1891.

Đồ thị so sánh tốc độ hội tụ của công thức Viète (được đánh dấu đỏ) và các chuỗi vô hạn trong lịch sử được sử dụng để tính số π, với là xấp xỉ sau khi thực hiện phép tính với biểu thức. Từ phải qua trái, chiều ngang của mặt phẳng đồ thị được phóng đại lên thêm 10 lần.

Tốc độ hội tụ của một phép tính giới hạn có liên quan mật thiết tới số lượng biểu thức tham gia phép tính để đạt được một độ chính xác nhất định về mặt số chữ số trong một phép tính. Đối với công thức Viète, số lượng nhân tử và số chữ số tỉ lệ thuận với nhau, và kết quả của công thức Viète cho {\displaystyle n} nhân tử đầu tiên cho ra xấp xỉ số π với sự chính xác cho 0,6{\displaystyle n} chữ số. Tốc độ hội tụ này khá tương đồng với kết quả Wallis – một công thức cũng sử dụng tích vô hạn để tìm kiếm công thức tính số π ra đời vào năm 1656. Mặc dù công thức của bản thân Viète được chính ông sử dụng để tính số π với độ chính xác là chín chữ số sau dấu phẩy, một dẫn xuất khác với tốc độ hội tụ nhanh hơn được sử dụng để tính π tới khoảng vài nghìn chữ số.

## Công thức liên quan
Công thức Viète có thể được coi như một trường hợp đặc biệt cho công thức liên quan tới hàm sinc. Nhà toán học Leonhard Euler được cho là người tìm ra công thức này hơn một thế kỷ sau đó:
{\displaystyle {\frac {\sin x}{x}}=\cos {\frac {x}{2}}\cdot \cos {\frac {x}{4}}\cdot \cos {\frac {x}{8}}\cdots }
Thay x = π/2 vào công thức này, ta có:
{\displaystyle {\frac {2}{\pi }}=\cos {\frac {\pi }{4}}\cdot \cos {\frac {\pi }{8}}\cdot \cos {\frac {\pi }{16}}\cdots }
Sau đó, biểu diễn từng nhân tử ở vế phải sử dụng công thức nhân đôi góc: 
{\displaystyle \cos {\frac {x}{2}}={\sqrt {\frac {1+\cos x}{2}}}}
cho ta công thức Viète.
Ta cũng có thể thu được từ công thức Viète một công thức biểu thị trực tiếp giá trị của số π với vô số các căn bậc hai chữa số 2, nhưng chỉ sử dụng duy nhất một phép nhân:
{\displaystyle \pi =\lim _{k\to \infty }2^{k}\underbrace {\sqrt {2-{\sqrt {2+{\sqrt {2+{\sqrt {2+{\sqrt {2+\cdots +{\sqrt {2}}}}}}}}}}}} _{k{\text{ dấu căn bậc hai}}},}
Công thức này có thể được thu gọn lại dưới dạng dãy số: 
{\displaystyle {\begin{aligned}\pi &=\lim _{k\to \infty }2^{k}{\sqrt {2-a_{k}}}\\[5px]a_{1}&=0\\a_{k}&={\sqrt {2+a_{k-1}}}.\end{aligned}}}Nhiều công thức cho số π và các hằng số khác như tỷ lệ vàng cũng có dạng công thức giống với công thức Viète khi sử dụng việc lồng các căn thức bậc hai hoặc các chuỗi vô hạn các công thức lượng giác.

## Nguồn gốc

Một chuỗi các đa giác đều có số cạnh là lũy thừa của 2 nội tiếp một đường tròn. Tỉ lệ giữa diện tích hoặc chu vi của đa giác khi số cạnh tăng dần cho công thức dưới dạng công thức Viète